# Garwan
Garwan (bułg. Гарван) – szczyt Czernej Gory, w Bułgarii, o wysokości 1110 m n.p.m.